# حرکت چرخشی در سیستم‌های زنده

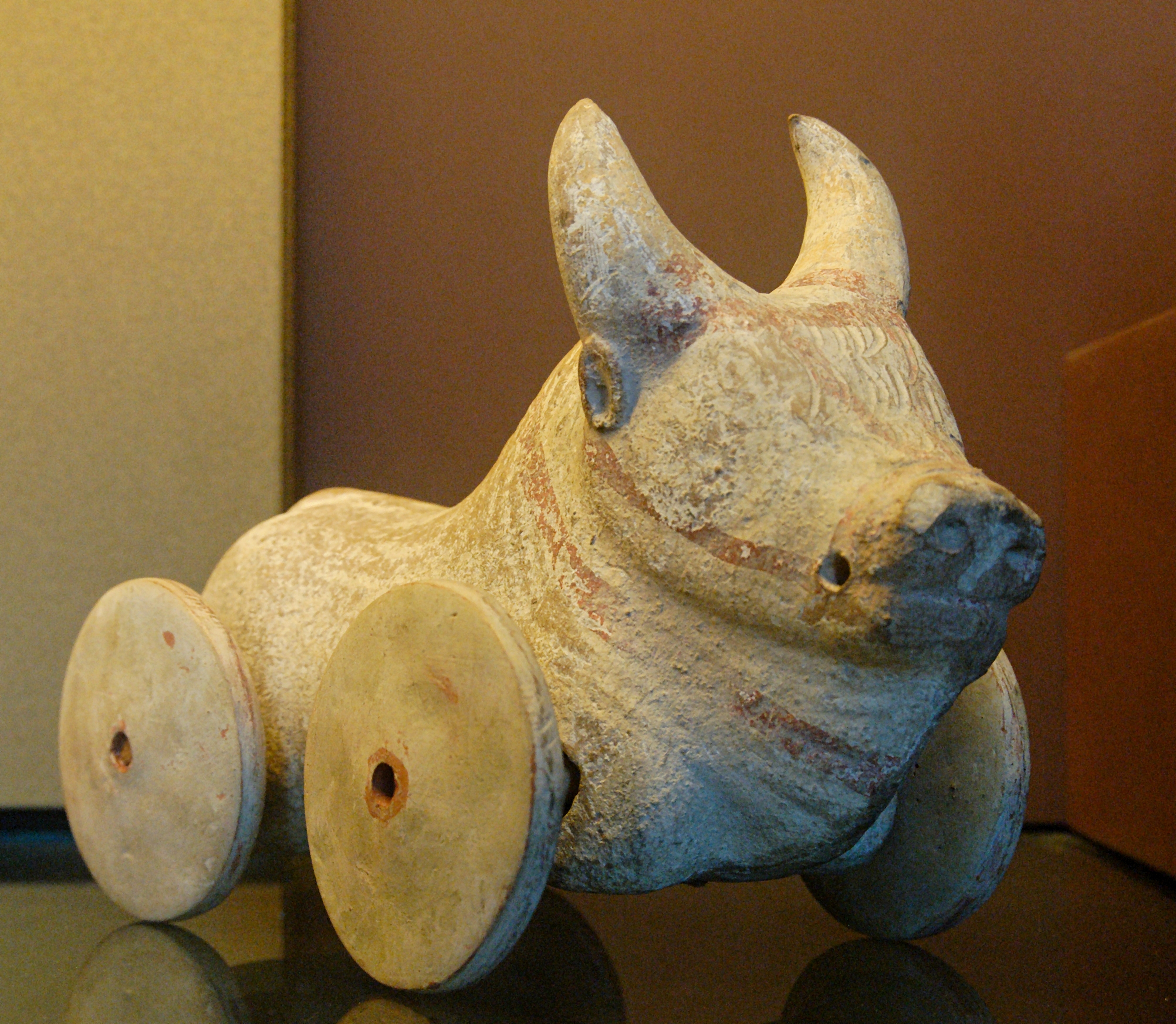
مجسمه گاومیش چرخ‌دار - احتمالاً یک اسباب‌بازی کودکان - از منطقه مگنا گراسیا یونان کهن

حرکت چرخشی در سیستم‌های زنده (انگلیسی: Rotating locomotion in living systems) چندین موجود زنده توانایی زمین‌پیمایش غلتشی را دارند. با این حال، چرخ‌های واقعی و پیش‌ران - علی‌رغم کاربردشان در وسایل نقلیه انسانی - نقش مهمی در حرکت جانداران زنده یا جنبش جانوری ندارند (به استثنای برخی موارد) تاژک که مانند چوب‌پنبه‌بازکن کار می‌کند.
زیست‌شناسان چندین توضیح برای نبود ظاهری چرخ‌های بیولوژیکی ارائه کرده‌اند و موجودات چرخدار اغلب در داستان‌های خیالی یا ادبیات گمانه‌زن ظاهر شده‌اند.